# Zentralamerika- und Karibikspiele 1986
Die 15. Zentralamerika- und Karibikspiele fanden vom 24. Juni bis 5. Juli 1986 in der dominikanischen Stadt Santiago de los Caballeros statt.
Kubas Sportler sicherten sich in 174 der insgesamt 288 Wettbewerbe die Goldmedaillen. Zweiterfolgreichste Nation war Mexiko mit 40 Siegen, dahinter Venezuela mit 18 Goldmedaillen.

## Teilnehmende Nationen
26 Länder nahmen mit insgesamt 2963 Athleten an den Zentralamerika- und Karibikspielen teil. Antigua und Barbuda und die Cayman Islands gaben ihr Debüt.
| - Amerikanische Jungferninseln - Antigua und Barbuda - Bahamas - Barbados - Belize - Bermuda - Britische Jungferninseln - Cayman Islands - Costa Rica | - Dominikanische Republik - El Salvador - Guatemala - Guyana - Haiti - Honduras - Jamaika - Kolumbien - Kuba | - Mexiko - Nicaragua - Niederländische Antillen - Panama - Puerto Rico - Suriname - Trinidad und Tobago - Venezuela |

## Sportarten
Bei den Zentralamerika- und Karibikspielen waren 25 Sportarten im Programm. Gegenüber 1982 blieb das Programm nahezu unverändert, lediglich Reiten war erstmals seit 1959 wieder Bestandteil der Spiele.
Die Wettbewerbe im Feldhockey und im Rudern wurden in der mexikanischen Hauptstadt Mexiko-Stadt, die Wettbewerbe im Fechten in der kubanischen Hauptstadt Havanna ausgetragen.
| - Baseball - Basketball - Bogenschießen - Boxen - Fechten - Fußball - Gewichtheben - Hockey - Judo | - Leichtathletik - Radsport - Reiten - Ringen - Rudern - Schießen - Schwimmen - Segeln | - Softball - Synchronschwimmen - Tennis - Tischtennis - Turnen - Volleyball - Wasserball - Wasserspringen |

Fett markierte Links führen zu den detaillierten Ergebnissen der Spiele

## Medaillenspiegel
| Platz | Land                         | Gold | Silber | Bronze | Gesamt |
| ----- | ---------------------------- | ---- | ------ | ------ | ------ |
| 01    | Kuba                         | 174  | 81     | 44     | 299    |
| 02    | Mexiko                       | 40   | 49     | 44     | 133    |
| 03    | Venezuela                    | 18   | 42     | 60     | 120    |
| 04    | Puerto Rico                  | 13   | 29     | 51     | 93     |
| 05    | Costa Rica                   | 11   | —      | 3      | 14     |
| 06    | Kolumbien                    | 10   | 22     | 37     | 69     |
| 07    | Dominikanische Republik      | 9    | 34     | 27     | 70     |
| 08    | Trinidad und Tobago          | 3    | 6      | 7      | 16     |
| 09    | Jamaika                      | 2    | 8      | 7      | 17     |
| 10    | Guatemala                    | 2    | 4      | 9      | 15     |
| 11    | Bahamas                      | 2    | 4      | 4      | 10     |
| 12    | Panama                       | 1    | 5      | 11     | 17     |
| 13    | Amerikanische Jungferninseln | 1    | 1      | 2      | 4      |
| 14    | Guyana                       | 1    | 1      | 1      | 3      |
| 15    | Suriname                     | 1    | —      | —      | 1      |
| 16    | Niederländische Antillen     | —    | 1      | 4      | 5      |
| 17    | Belize                       | —    | 1      | —      | 1      |
| 17    | Honduras                     | —    | 1      | —      | 1      |
| 19    | Barbados                     | —    | —      | 5      | 5      |
| 20    | Haiti                        | —    | —      | 1      | 1      |